# サンディエゴ映画批評家協会
サンディエゴ映画批評家協会（San Diego Film Critics Society、SDFCS）は、カリフォルニア州サンディエゴを拠点とする映画評論家の協会である。

## サンディエゴ映画批評家協会賞
毎年、本協会員の投票によって選出された作品・俳優に対しサンディエゴ映画批評家協会賞が贈られる。

### 部門
- 主演男優賞
- 主演女優賞
- アニメ映画賞
- キャスト賞
- 撮影賞
- 監督賞
- ドキュメンタリー映画賞
- 編集賞
- 作品賞
- 外国語映画賞
- 脚本賞
- 脚色賞
- 助演男優賞
- 助演女優賞
- 美術賞
- 作曲賞

### 受賞数統計
6部門受賞
- 『イングロリアス・バスターズ』 (2009): 作品賞、監督賞、脚本賞、助演男優賞、助演女優賞、アンサンブル賞
- 『スラムドッグ$ミリオネア』 (2008): 作品賞、監督賞、脚色賞、撮影賞、編集賞、作曲賞

4部門受賞
- 『アルゴ』 (2012): 作品賞、監督賞、脚色賞、編集賞
- 『ゼア・ウィル・ビー・ブラッド』 (2007): 主演男優賞、監督賞、脚色賞、作曲賞
- 『ノーカントリー』 (2007): 作品賞、助演男優賞、キャスト賞、撮影賞
- 『ヴェラ・ドレイク』 (2004): 作品賞、主演男優賞、助演男優賞、脚本賞
- 『ゴーストワールド』 (2001): 作品賞、主演男優賞、監督賞、脚色賞
- 『あの頃ペニー・レインと』 (2000): 作品賞、助演男優賞、監督賞、脚本賞
- 『アメリカン・ビューティー』 (1999): 作品賞、主演男優賞、主演女優賞、助演女優賞

3部門受賞
- 『カポーティ』 (2005): 主演男優賞、監督賞、脚色賞
- 『Thirteen Conversations About One Thing』 (2002): 監督賞、脚色賞、編集賞

2部門受賞
- 『ウォールフラワー』 (2012): 助演女優賞、アンサンブル演技賞
- 『ザ・マスター』 (2012): 脚本賞、音楽賞
- 『ハリー・ポッターと死の秘宝 PART2』 (2011): アンサンブル演技賞、音楽賞
- 『シングルマン』 (2009): 主演男優賞、作曲賞
- 『レスラー』 (2008): 主演男優賞、助演男優賞
- 『単騎、千里を走る。』(2005): 主演男優賞、外国語映画賞
- 『エターナル・サンシャイン』 (2004): 主演男優賞、編集賞
- 『ミリオンダラー・ベイビー』 (2004): 監督賞、作曲賞
- 『堕天使のパスポート』 (2003): 作品賞、主演男優賞
- 『ロード・オブ・ザ・リング/王の帰還』 (2003): 監督賞、美術賞
- 『エデンより彼方に』 (2002): 作品賞、主演男優賞
- 『グラディエーター』 (2000): 主演男優賞、撮影賞

### 授賞式
- 1996年 - 第1回
- 1997年 - 第2回
- 1998年 - 第3回
- 1999年 - 第4回
- 2000年 - 第5回
- 2001年 - 第6回
- 2002年 - 第7回
- 2003年 - 第8回
- 2004年 - 第9回
- 2005年 - 第10回
- 2006年 - 第11回
- 2007年 - 第12回
- 2008年 - 第13回
- 2009年 - 第14回
- 2010年 - 第15回
- 2011年 - 第16回
- 2012年 - 第17回
- 2013年 - 第18回
- 2014年 - 第19回
- 2015年 - 第20回
- 2016年 - 第21回
- 2017年 - 第22回
- 2018年 - 第23回
- 2019年 - 第24回
- 2020年 - 第25回
- 2021年 - 第26回
- 2022年 - 第27回
- 2023年 - 第28回